# 1591 год в науке
В 1591 году произошли различные научные и технологические события, некоторые из которых представлены ниже.

## Публикации
- Математик Франсуа Виет: «Введение в аналитическое искусство» (In Artem Analyticien Isagoge)[1], где впервые изложил символическую алгебру[2].
- Астроном Тихо Браге: «Tychonis Brahae, apologetica responsio ad cujusdum patetici in scolia dubia, sibi de parallaxi cometarum opposita».
- Джордано Бруно опубликовал во Франкфурте пять трактатов, в том числе «De triplici minimo et mensura», «De monade numero et figura» и «De innumerabilibus, immenso, et infigurabili».
- Впервые обнародована древнеримская карта «Пейтингерова скрижаль».
- Итальянский врач и ботаник Просперо Альпини опубликовал в Венеции «De Medicina Egyptiorum»[3].
- Швейцарский врач и ботаник Иоганн Баугин: «Histoire notable de la rage des loups, advenue l'an MDXC, avec les remèdes pour empescher la rage qui survient après la morsure des loups, chiens et autres bestes enragées», также (совместно с братом) «De plantis a divis sanctisque nomen habentibus ; livre des plantes ayant un nom de saint».
- Географ и путешественник Жак Ле Муан: «Brevis narratio eorum quae in Florida Americae provincia Gallis acciderunt».

## Строительство и архитектура
- Основан Донской монастырь в Москве.
- В Венеции завершено строительство моста Риальто.

## Родились
См. также: Категория:Родившиеся в 1591 году
- 21 февраля — Жерар Дезарг, французский геометр, основоположник проективной геометрии (ум. 1661),

## Скончались
См. также: Категория:Умершие в 1591 году
- 2 июля — Винченцо Галилей (род. 1520), итальянский музыкант и теоретик музыки, отец Галилео Галилея и Микеланджело Галилея.
- 23 августа — Луис де Леон (род. 1528), испанский поэт и переводчик.